# Anchieta (kommun i Brasilien, Espírito Santo)
Anchieta är en kommun i Brasilien.   Den ligger i delstaten Espírito Santo, i den sydöstra delen av landet, 900 km sydost om huvudstaden Brasília. Antalet invånare är 23 894. Arean är 404 kvadratkilometer.
Terrängen i Anchieta är platt åt sydost, men åt nordväst är den kuperad.
Omgivningarna runt Anchieta är huvudsakligen savann. Runt Anchieta är det ganska tätbefolkat, med 100 invånare per kvadratkilometer.